# مشفق رضایف
مشفق رضایف (ترکی آذربایجانی: Müşfiq Nazir oğlu Rzayev؛ زادهٔ ۲۳ مارس ۱۹۹۸) بازیکن فوتبال اهل جمهوری آذربایجان و روسیه است.
از باشگاه‌هایی که در آن بازی کرده‌است می‌توان به باشگاه فوتبال سومقاییت اشاره کرد.